# Occupational Safety and Health Administration
Occupational Safety and Health Administration (OSHA) är en federal förvaltningsmyndighet, som lyder under USA:s arbetsmarknadsdepartement.
Organisationen är belägen i Washington, DC.
OSHA håller en databas över hälsovådliga ämnen: The OSHA List of Highly Hazardous Chemicals, Toxics and Reactives. Denna lista ingår som en bilaga till OSHA Regulations 1910.119 (Standards - 29 CFR). Data i listan är fritt tillgängliga för envar, utan att något särskilt tillstånd behövs.